# Erebia jeholana
Erebia jeholana är en fjärilsart som beskrevs av Matsumura 1939. Erebia jeholana ingår i släktet Erebia och familjen praktfjärilar. Inga underarter finns listade i Catalogue of Life.